# John Miller (aviron)
Pour les articles homonymes, voir John Miller et Miller.
John Lester Miller, né le 5 juin 1903 à Brooklyn et mort le 1er août 1965 à New York, est un rameur américain.

## Biographie
John Miller participe à l'épreuve de huit aux Jeux olympiques d'été de 1924 à Paris et remporte la médaille d'or.